# Christa Vennegerts
Christa Vennegerts (* 4. August 1951 in Meppen; † 5. März 2010 in Berlin) war eine deutsche Politikerin (B’90/Grüne).

## Leben
Vennegerts, gelernte Bankkauffrau, gehörte von 1987 bis 1990 dem Deutschen Bundestag an. Sie war über die Landesliste Baden-Württemberg ins Parlament eingezogen. Zuvor war sie seit 1984 Gemeinderätin in Böblingen. Als Fraktionssprecherin leitete sie vom 26. Januar 1988 bis zum 30. Januar 1989 gemeinsam mit Helmut Lippelt und Regula Schmidt-Bott die Grünen-Fraktion. Anfang der 1990er-Jahre fungierte sie als Vizepräsidentin des Landesrechnungshofes in Thüringen. Sie amtierte seit 1995 als Regierungspräsidentin im Regierungsbezirk Detmold. 2001 trat sie aus gesundheitlichen Gründen vorzeitig von dem Amt zurück.

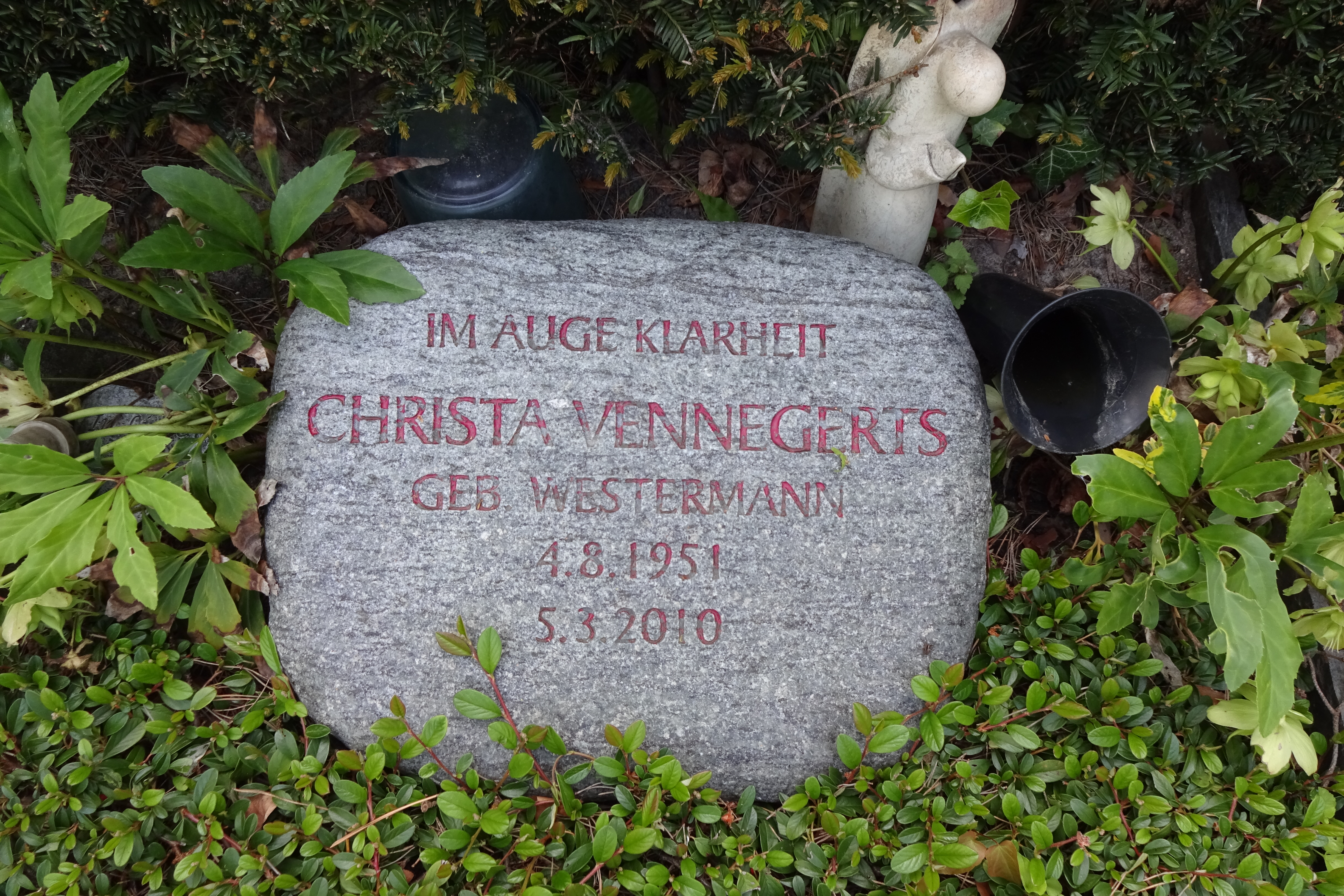
Grabstätte

Sie ist auf dem Evangelischen Kirchhof Nikolassee in bestattet.